# Lijst van voetbalinterlands Gibraltar - Polen
Deze lijst van voetbalinterlands is een overzicht van alle officiële voetbalwedstrijden tussen de nationale teams van Gibraltar en Polen. De landen speelden tot op heden twee keer tegen elkaar. De eerste ontmoeting, een kwalificatiewedstrijd voor het Europees kampioenschap voetbal 2016, werd gespeeld in Faro (Portugal) op 7 september 2014. Het laatste duel, de returnwedstrijd in dezelfde kwalificatiereeks, vond plaats op 7 september 2015 in Warschau.

## Wedstrijden
| № | Plaats   | Datum            | Competitie           | Wedstrijd         | Uitslag |
| - | -------- | ---------------- | -------------------- | ----------------- | ------- |
| 1 | Faro     | 7 september 2014 | EK 2016 kwalificatie | Gibraltar – Polen | 0 – 7   |
| 2 | Warschau | 7 september 2015 | EK 2016 kwalificatie | Polen – Gibraltar | 8 – 1   |

## Samenvatting
| Competitie      | Totaal gespeeld | Winst Gibraltar | Gelijk | Winst Polen | Doelsaldo Gibraltar – Polen |
| --------------- | --------------- | --------------- | ------ | ----------- | --------------------------- |
| EK-kwalificatie | 2               | 0               | 0      | 2           | 1 − 15                      |
| Totaal          | 2               | 0               | 0      | 2           | 1 − 15                      |

## Details

### Eerste ontmoeting
| EK 2016 kwalificatie (scheidsrechter Stefan Johannesson, Faro, Portugal, 7 september 2014):                                                                                    |              | |
| Gibraltar | 0 – 7        | Polen |
| | goals        | 11' Kamil Grosicki 48' Kamil Grosicki 50' Robert Lewandowski 53' Robert Lewandowski 58' Łukasz Szukała 86' Robert Lewandowski 90+2' Robert Lewandowski                                   |
| Allen Bula | bondscoach   | Adam Nawałka |
| Jordan Perez David Artell 88' Scott Wiseman Joseph Chipolina Roy Chipolina Ryan Casciaro Brian Perez Liam Walker Kyle Casciaro 63' Rafael Bado 46' Lee Casciaro                | opstellingen | Wojciech Szczęsny Jakub Wawrzyniak Łukasz Szukała Kamil Glik Paweł Olkowski 78' Kamil Grosicki Maciej Rybus 71' Mateusz Klich Grzegorz Krychowiak Robert Lewandowski 71' Arkadiusz Milik |
| Jake Gosling 46' Adam Priestley 63' Aaron Payas 88' | wissels      | 71' Krzysztof Mączyński 71' Waldemar Sobota 78' Filip Starzyński |
| David Artell 68' | gele kaarten | 17' Mateusz Klich 41' Kamil Glik |
| - Debuut van Brian Perez (Lincoln Red Imps), Rafael Bado (Lynx FC) en Lee Casciaro (Lincoln Red Imps) voor Gibraltar. - Debuut van Filip Starzyński (Ruch Chorzów) voor Polen. |              | |

### Tweede ontmoeting
| EK 2016 kwalificatie (Warschau, Polen, 7 september 2015): |              | |
| Polen | 8 – 1        | Gibraltar |
| Kamil Grosicki 8' Kamil Grosicki 15' Robert Lewandowski 18' Robert Lewandowski 29' Arkadiusz Milik 56' Jakub Błaszczykowski 59' (pen.) Arkadiusz Milik 72' Bartosz Kapustka 73'                   | goals        | 87' Jake Gosling |
| Adam Nawałka | bondscoach   | Jeff Wood |
| Łukasz Fabiański Łukasz Szukała Kamil Glik Paweł Olkowski 87' Jakub Błaszczykowski 62' Maciej Rybus Krzysztof Mączyński Grzegorz Krychowiak Kamil Grosicki Robert Lewandowski 66' Arkadiusz Milik | opstellingen | Jordan Perez Joseph Chipolina Erin Barnett Roy Chipolina Jean-Carlos Garcia Jake Gosling Liam Walker Anthony Bardon Jamie Coombes 46' John Paul Duarte 68' Lee Casciaro 79' |
| Bartosz Kapustka 62' Piotr Zieliński 66' Sebastian Mila 87' | wissels      | 46' Kyle Casciaro 68' Jamie Bosio 79' Jeremy Lopez |
| | gele kaarten | |
| - Debuut van Bartosz Kapustka (MKS Cracovia) voor Polen. |              | |

GFA · A-internationals · Bondscoaches · Statistieken · Vrouwenelftal · Olympisch elftal · Gibraltar U19 · Gibraltar U17
2010 – 2019 ·
2020 − 2029
2013 ·
2014 ·
2015 ·
2016 ·
2017 ·
2018 ·
2019 ·
2020 ·
2021 ·
2022 ·
2023 ·
2024
Andorra ·
Armenië ·
België ·
Bosnië en Herzegovina ·
Bulgarije ·
Cyprus ·
Denemarken ·
Duitsland ·
Estland ·
Faeröer ·
Frankrijk ·
Georgië ·
Grenada ·
Griekenland ·
Ierland ·
Kosovo ·
Kroatië ·
Letland ·
Liechtenstein ·
Litouwen ·
Malta ·
Moldavië ·
Montenegro ·
Nederland ·
Noord-Macedonië ·
Noorwegen ·
Polen ·
Portugal ·
San Marino ·
Schotland ·
Slovenië ·
Slowakije ·
Turkije ·
Wales ·
Zwitserland
Poolse voetbalbond · A-internationals · Selecties · Statistieken · Pools vrouwenelftal · Olympisch elftal · Polen U21 · Polen U20 · Polen U19 · Polen U18 · Polen U17 · Polen U16
1921 – 1929 ·
1930 – 1939 ·
1940 – 1949 ·
1950 – 1959 ·
1960 – 1969 ·
1970 – 1979 ·
1980 – 1989 ·
1990 – 1999 ·
2000 – 2009 ·
2010 – 2019 ·
2020 – 2029
EK 2008 · 
EK 2012 · 
EK 2016 · 
EK 2020
WK 1938 ·
WK 1974 ·
WK 1978 ·
WK 1982 ·
WK 1986 ·
WK 2002 ·
WK 2006 ·
WK 2018
OS 1924 ·
OS 1936 ·
OS 1972 ·
OS 1976 ·
OS 1992
1921 · 
1922 · 
1923 · 
1924 · 
1925 · 
1926 · 
1927 · 
1928 · 
1929 · 
1930 · 
1931 · 
1932 · 
1933 · 
1934 · 
1935 · 
1936 · 
1937 · 
1938 · 
1939 · 
1940–1946 · 
1947 · 
1948 · 
1949 · 
1950 · 
1951 · 
1952 · 
1953 · 
1954 · 
1955 · 
1956 · 
1957 · 
1958 · 
1959 · 
1960 · 
1961 · 
1962 · 
1963 · 
1964 · 
1965 · 
1966 · 
1967 · 
1968 · 
1969 · 
1970 · 
1971 · 
1972 · 
1973 · 
1974 · 
1975 · 
1976 · 
1977 · 
1978 · 
1979 · 
1980 · 
1981 · 
1982 · 
1983 · 
1984 · 
1985 · 
1986 · 
1987 · 
1988 · 
1989 · 
1990 · 
1991 · 
1992 · 
1993 · 
1994 · 
1995 · 
1996 · 
1997 · 
1998 · 
1999 · 
2000 · 
2001 · 
2002 · 
2003 · 
2004 · 
2005 · 
2006 · 
2007 · 
2008 · 
2009 · 
2010 · 
2011 · 
2012 · 
2013 · 
2014 ·
2015 ·
2016 ·
2017 ·
2018 ·
2019 ·
2020 ·
2021
Albanië ·
Algerije ·
Andorra ·
Argentinië ·
Armenië ·
Australië ·
Azerbeidzjan ·
België ·
Bolivia ·
Bosnië en Herzegovina ·
Brazilië ·
Bulgarije ·
Canada ·
Chili ·
China ·
Colombia ·
Costa Rica ·
Cyprus ·
DDR ·
Denemarken ·
Duitsland ·
Ecuador ·
Egypte ·
Engeland ·
Estland ·
Faeröer · 
Finland ·
Frankrijk ·
Georgië ·
Gibraltar ·
Griekenland ·
Guatemala ·
Haïti ·
Hongarije ·
Ierland ·
India ·
Irak ·
Iran ·
Israël ·
Italië ·
Ivoorkust ·
IJsland ·
Japan ·
Joegoslavië ·
Kameroen ·
Kazachstan ·
Koeweit ·
Kroatië ·
Letland ·
Libië ·
Liechtenstein ·
Litouwen ·
Luxemburg ·
Marokko ·
Malta ·
Mexico ·
Moldavië ·
Montenegro ·
Nederland ·
Nieuw-Zeeland ·
Nigeria ·
Noord-Ierland ·
Noord-Korea ·
Noord-Macedonië ·
Noorwegen ·
Oekraïne ·
Oostenrijk ·
Peru ·
Portugal ·
Roemenië ·
Rusland ·
San Marino ·
Saoedi-Arabië · 
Schotland ·
Senegal ·
Servië ·
Servië en Montenegro · 
Singapore ·
Slovenië ·
Slowakije ·
Sovjet-Unie ·
Spanje ·
Thailand · 
Tsjechië ·
Tsjecho-Slowakije ·
Tunesië ·
Turkije ·
Uruguay ·
Verenigde Arabische Emiraten ·
Verenigde Staten ·
Wales ·
Wit-Rusland ·
Zuid-Afrika ·
Zuid-Korea ·
Zweden ·
Zwitserland
België (1982) ·
Colombia (2018) ·
Costa Rica (2006) ·
Duitsland (2006) ·
Duitsland (2008) ·
Duitsland (2016) ·
Ecuador (2006) ·
Frankrijk (1982) ·
Frankrijk (2022) ·
Griekenland (2012) ·
Italië (1982, 1) ·
Italië (1982, 2) ·
Japan (2018) ·
Kameroen (1982) ·
Kroatië (2008) ·
Noord-Ierland (2016) ·
Oostenrijk (2008) ·
Peru (1982) ·
Rusland (2012) ·
Senegal (2018) ·
Slowakije (2021) ·
Sovjet-Unie (1982) ·
Spanje (2021) ·
Tsjechië (2012) ·
Zweden (2021)